# Ivan Franjo Jukić
Pour les articles homonymes, voir Jukić.
Ivan Franjo Jukić (né le 8 juillet 1818 à Banja Luka - mort le 20 mai 1857 à Vienne) était un franciscain et écrivain bosniaque originaire de Bosnie-Herzégovine. Il était également connu sous le surnom de Slavoljub Bošnjak, par le biais duquel il démontra son attachement et patriotisme vis-à-vis de la Bosnie. En effet, si le prénom "Slavoljub" signifie "celui qui recherche la gloire", le nom "Bošnjak" quant à lui renvoie au nom de son peuple, à savoir au peuple bosniaque.
Il a fortement influencé la vie culturelle et politique de son pays et est considéré comme un des fondateurs du modernisme bosnien.

## Biographie
Ivan Jukić est né à Banja Luka dans la famille de Jozo et Klara Jukić. En 1830, il fut envoyé au monastère franciscain de Fojnica, où il prit le nom de Franjo. En 1835, il se rendit à Zagreb pour étudier la philosophie et il y rencontra les membres du Mouvement des Illyriens, un mouvement militant pour le renouveau national croate. En 1837, il alla à Veszprém, en Hongrie, pour y étudier la théologie ; c'est dans cette ville qu'il écrivit ses premiers poèmes, qu'il envoya à Ljudevit Gaj, le principal fondateur du Mouvement des Illyriens, qu'il avait rencontré à Zagreb.
En Hongrie, Jukić rencontra un certain Jovanović, qui le convainquit, lui et trois de ses amis, qu'il était possible de fomenter un soulèvement pour libérer la Bosnie de la tutelle ottomane. De ce fait, il rentra en Bosnie en 1840 pour participer à ce mouvement insurrectionnel. À son arrivée, il rencontra le frère Marijan Šunjić d'Orašje qui lui affirma que l'idée d'une libération était prématurée et qui l'envoya lui et ses amis au monastère de Fojnica avec une lettre de recommandation pour qu'on lui trouve un refuge à l'extérieur de la Bosnie. Les jeunes gens furent alors envoyés à Dubrovnik, où ils passèrent deux ans loin de toute menace.
À Dubrovnik, Jukić rencontra Božidar Petranović, l'éditeur d'un magazine serbo-bosnien appelé Srpsko-dalmatinski magazin et qui publia ses premiers livres. En 1842, Jukić rentra en Bosnie et tint un journal de son voyage de retour ; par la suite, en 1843 et 1843, il voyagea de nouveau à travers le pays, mais aussi en Slavonie et en Dalmatie. En 1846, il s'installa au monastère de Fojnica pendant quelques années et écrivit à Ljudevit Gaj pour lui faire part de son intention  de créer une société littéraire destinée à éclairer les esprits, mais ce projet ne vit jamais le jour.
En 1848, Jukić s'installa à Varcar Vakuf (aujourd'hui Mrkonjić Grad) où il devint chapelain.  En 1849-1850, il faisait état de 30 élèves catholiques et 17 élèves orthodoxes présents dans son école, ce qui en faisait la première école de Bosnie-Herzégovine à ne pas pratiquer la séparation entre les confessions[réf. nécessaire]. C'est là qu'il écrivit Slavodobitnica, en collaboration avec fra Grgo Martić, un poème sur le gouverneur de la Bosnie Omer-pacha Latas, avec qui il se lia d'amitié.
Cependant, en 1851, il publia sa proclamation intitulée Requêtes et supplications des Chrétiens de Bosnie-Herzégovine, qui lui fit perdre la faveur d'Omer-pacha, à tel point qu'il fut envoyé en exil à Constantinople, avec l'ordre de ne jamais revenir dans son pays. Par la suite, Jukić s'installa à Rome, puis passa quelque temps en Dalmatie, rentra à Rome puis séjourna à Ancône et Venise.
En 1854, il s'installa à Đakovo (en Slavonie), où l'évêque Strossmayer lui confia le soin d'une chapelle à Trnava ry Drenje. Cependant, en 1856, Jukić tomba gravement malade et il dut se rendre à Vienne pour y recevoir des soins. Il y mourut en 1857.

## Éducation et culture
Dans Danica Ilirsk, en 1838, Jukić annonce son intention de publier quatre poèmes : Bosna neće više da tuguje, Jednakosti želja, Misli vile bosankinje et Nejednakosti ilirskih banova. Ces poèmes ne seront pas écrits mais, dès cette époque, l'écrivain exprime son désir d'unification du peuple illyrien et son désir de liberté vis-à-vis de la domination ottomane. Ses premiers travaux seront publiés par le Serbsko-dalmatinski magazin (Le Magazine serbo-dalmate) de Božidar Petranović.

## Œuvres choisies

### Œuvres littéraires
- Život Isusa Krista (traduit par Mihovil Čuić), 1848
- Slavodobitnica svietlomu gospodinu Omer-paši, 1851
- Putovanja od Sarajeva do Carigrada, 1852
- Bogoljubni način, 1855
- Narodne piesme bosanske i hercegovačke, prikupljene narodne pesme (en collaboration avec fra Grgo Martić), Osijek, 1858

### Œuvres scientifiques
- Zemljopisno-poviestno opisanije Bosne, Zadar, 1841
- Početak pismenstva i napomena nauka krstjanskoga, 1848
- Zemljopis i poviestnica Bosne, Zagreb, 1851 (sous le pseudonyme de Slavoljub Bošnjak ; dédié à Ljudevit Gaj)

### Revues
- Bosanski prijatelj, I, II (časopis, 1850-1851)
- Bosanski prijatelj, III (časopis, 1861)